# Metaleptobasis tetragena
Metaleptobasis tetragena är en trollsländeart som beskrevs av Philip Powell Calvert 1948. Metaleptobasis tetragena ingår i släktet Metaleptobasis och familjen dammflicksländor. IUCN kategoriserar arten globalt som otillräckligt studerad. Inga underarter finns listade i Catalogue of Life.